# Дерев'янський Семен Йосипович
Дерев'янський Семен Йосипович (1902—1981) — радянський російський кінорежисер.
Народився 28 листопада 1902 р. в Юзівці Донецької області. Закінчив Комерційне училище. Навчався на акторському відділенні майстерні «фексів» під керівництвом І. Козінцева, Л. Трауберга. Працював асистентом режисера.
Дебютував на Київській кіностудії як постановник кінокартиною «Центр нападу» (1947, у співавторстві з І. Земгано). Нагороджений орденом Монголії «Полярна зірка» за участь у постановці фільму «Його звуть Сухе-Батор»
Нагороджений медалями.